# Automotodrom Grobnik
Het Automotodrom Grobnik is een permanent circuit nabij Rijeka in Kroatië. Tussen 1978 en 1990 werden op dit circuit races gehouden in het wereldkampioenschap wegrace, de Grand Prix-wegrace van Joegoslavië. In 2014 zou het circuit ook het negende raceweekend in het landenkampioenschap Acceleration 2014 organiseren, maar deze ronde werd door het kampioenschap afgelast.
In het voorjaar van 2018 werd het circuit na veertig jaar voorzien van nieuw asfalt. Nadat deze werken een jaar eerder nog waren uitgesteld, waren eind 2017 de werkzaamheden begonnen die in maart 2018 werden afgerond.

## Winnaars op het circuit (Wereldkampioenschap wegrace)
| Jaar | 50cc              | 125cc             | 250cc          | 350cc              | 500cc           |
| ---- | ----------------- | ----------------- | -------------- | ------------------ | --------------- |
| 1978 | Ricardo Tormo     | Ángel Nieto       | Gregg Hansford | Gregg Hansford     |                 |
| 1979 | Eugenio Lazzarini | Ángel Nieto       | Graziano Rossi | Kork Ballington    | Kenny Roberts   |
| 1980 | Ricardo Tormo     | Guy Bertin        | Toni Mang      |                    |                 |
| 1981 | Ricardo Tormo     | Loris Reggiani    |                | Toni Mang          | Randy Mamola    |
| 1982 | Eugenio Lazzarini | Eugenio Lazzarini |                | Didier de Radiguès | Franco Uncini   |
| 1983 | Stefan Dörflinger | Bruno Kneubühler  | Carlos Lavado  |                    | Freddie Spencer |

| Jaar | 80cc              | 125cc          | 250cc           | 500cc           |
| ---- | ----------------- | -------------- | --------------- | --------------- |
| 1984 | Stefan Dörflinger |                | Manfred Herweh  | Freddie Spencer |
| 1985 | Stefan Dörflinger |                | Freddie Spencer | Eddie Lawson    |
| 1986 | Jorge Martínez    |                | Sito Pons       | Eddie Lawson    |
| 1987 | Jorge Martínez    |                | Carlos Lavado   | Wayne Gardner   |
| 1988 | Jorge Martínez    | Jorge Martínez | Sito Pons       | Wayne Gardner   |
| 1989 | Peter Öttl        |                | Sito Pons       | Kevin Schwantz  |
| 1990 |                   | Stefan Prein   | Carlos Cardús   | Wayne Rainey    |